# الكإبة (المخادر)

تعديل مصدري - تعديل

الكابة محلة تابعة لقرية الدواني، التابعة لعزلة بني سرحة بمديرية المخادر إحدى مديريات محافظة إب في الجمهورية اليمنية، بلغ تعداد سكانها 144 حسب تعداد اليمن لعام 2004.